# Laomedon
Laomedon var i grekisk mytologi son till Ilos och Eurydike och kung i Troja, vid vars uppförande Laomedon hjälptes av Apollon och Poseidon.
Då Laomedon bedrog dessa på lönen för sitt arbete, sände Apollon till straff en pest och Poseidon ett havsvidunder. Befalld av oraklet att som försoning offra sin dotter Hesione. Laomedon skulle utföra detta, då Herakles dök upp och dödade vidundret.